# 刘云樵
劉雲樵（1909年—1992年1月24日），字笑塵，人稱「小霸王」，河北省滄州集北頭村人，中華民國軍人與武術家，中華民國陸軍上校退伍，以武術聞名，為武術家李書文的閉門弟子，精通八極拳、螳螂拳、八卦掌，創辦武壇國術推廣中心（簡稱武壇），並成立「八極拳協會 （页面存档备份，存于）」、「劍藝協會」等機構，至今相關團體已遍及世界，對傳統武術推廣貢獻良多。

## 生平

### 早年生活
出生於書香世家，族中在清朝曾出過二十幾位進士，在地方上很有名望。祖父劉子鏡，曾任陝西漢中知府。其父親劉之沂與叔父劉之潔，皆為北洋軍將領，故鄉人皆稱他們家為「劉將軍府」。劉雲樵生於河北省滄州縣集北頭村，從小身體不好，1914年，在他五歲時，由家中僕人張耀廷教導他迷蹤拳，以求強身。八極拳名家「神槍」李書文曾在其父劉之沂部隊中擔任教習，1916年，在劉雲樵8歲時，劉之沂邀請李書文到府教拳，成為李書文的關門弟子。
19歲時，父親原來想讓他到朝陽大學法律系唸書，劉雲樵反而跟著李書文四處闖盪。1931年，李書文應李景林的邀請，到山東國術館擔任總教習，劉雲樵隨行。當時，李書文另一名弟子張驤伍，正在山東黃縣負責維持治安、肅清煙毒、清剿土匪，李書文帶著劉雲樵前去拜訪。劉雲樵在這時候初開始展露頭角，連連挫敗數名前來挑戰的武師，得到「小霸王」的稱號。
李書文在黃縣居住時，張驤伍曾經表演昆吾劍法，請李書文指正，編成昆吾劍二路套招。劉雲樵跟著張驤伍，學會了楊家太極拳、武當劍術、青萍劍法以及昆吾劍法。1931年底，李景林過世，李書文讓劉雲樵跟著張驤伍，自己繼續雲游。劉雲樵在張驤伍處待了兩年多的時間，期間曾經從當地螳螂拳名家丁子成習六合螳螂拳。1933年，在宮寶田前來張驤伍處作客時，劉亦向宮寶田學習八卦掌。根據劉雲樵本人說法，亦曾正式拜師入門。
1933年，李書文至濟南，參與山東省主席韓復榘主持的全省國術考試，擔任裁判。據劉雲樵這一系的說法，在返回天津的路上，李書文在山東濰縣遭人下毒而身亡。張驤伍通知劉雲樵，至濰縣緝兇不得，護送李書文靈柩返鄉之後，劉雲樵返回天津。據李子昆、李子芳一系的說法，李書文在1933年回到天津小站養子李東堂家中，曾指導孫輩李子昆、李子芳等習武，在1934年因腦溢血，在李東堂家中過世。
1936年，在天津擊敗關東軍劍道師範太田德三郎，登上報紙，因而得到國民黨中統局的注意，吸收他成為情報人員，負責暗殺。在天津期間，劉雲樵曾想向一名拳師王雲章學習八番拳，但王雲章沒有同意。劉雲樵進入他的道場，突然用滾水燙傷王雲章，出手毆打，在其弟子前來保護時，宣稱自己是國民黨中統特務，正在執行任務，打擊漢奸，因而能夠全身而退。王雲章教授他八番拳之後，關閉拳館，到上海謀生。

### 軍職時期
1936年，國民黨中統局將劉雲樵後送至陝西。1937年，報考陝西鳳翔的黃埔軍校七分校第十五期，從軍報國。1939年畢業，在等待分發的期間，因打獵，誤傷軍校校長，被逮捕下獄。經西北長官胡宗南將軍訊問，因劉雲樵回答：「國家正在危急之時，願上第一線光榮戰死沙場。」得到他的嘉賞，因而無罪。獲少尉官階，至太行山與日軍作戰，多次受傷，因功擢升連、營、團長。
1940年劉雲樵受傷被俘，關在山西運城戰俘營。劉雲樵趁隙逃出，游過黃河逃回後方，在西安療養。此後加入情報單位，多次深入敵後進行暗殺。據說身份代號是「天」字，傳說他就是日後「天字第一號」、「長江一號」的原型。1941年任西北偵緝隊隊長。1943年轉任川陝線區司令部參謀主任。
1949年隨國民政府撤退至台灣，以上校軍階，在新竹縣湖口任訓練大隊隊長，後任傘兵司令部參謀處人事科科長。1955年，任聯勤處北部區中心主任。服役期滿之後，劉雲樵以上校階退伍，在台北景美家中賦閒了兩三年。

### 退伍生活
1967年總統府侍衛室改組，由其同學孔令晟將軍負責。1968年，劉雲樵訪問馬來西亞，回國後受孔令晟推薦，得到蔣介石召見，在總統府侍衛室擔任安全顧問並教授八極拳。
1970年訪問菲律賓馬尼拉，在馬尼拉開辦太極拳、八卦掌、及昆吾劍班。1971年，創辦《武壇》雜誌與「武壇國術推廣中心」。雜誌在1973年停刊。1978年，在蔣經國舉辦的「聯指部拳術師資訓練班」中擔任教練，訓練了四期學員，其中包括蔣經國總統衛隊的「七海警衛」編組。
1982年開辦武壇教練班，親自授課。同年，出訪美國分壇。1983年，訪問日本分壇。1987年成立「八極拳委員會」。1991年成立「劍術委員會」。出訪大陸。
1992年1月24日卒於台北市國泰綜合醫院，享壽84岁。

## 家庭
劉雲樵在故鄉有元配，兩人婚後生一子二女。對日抗戰期間，於1941年，在寶雞縣與朱劍霞結婚。劉朱劍霞女士最後隨劉雲樵來台灣定居。

## 著作
1985年發表《八極拳》。1989 年應中華國術會邀請，編撰國術教材。1990年出版《昆吾劍譜》。

## 拳術
劉雲樵所傳，以八極拳為主，又參以六合螳螂拳與八卦掌。
劍術為昆吾劍，此外也傳六合大槍。

## 弟子
劉雲樵的弟子分成兩大系統，其一是武壇弟子，依輩分按「武壇光輝照耀寰宇」排序，主要者包括：
- 武字輩：
  - 梁紀慈、徐紀、蘇昱彰、戴士哲、周高山、程志順、黃義男、伍松發、郗家駿、黃錫明、陳國欽、黃偉哲（武術家）、林德煜、 蔡宏圖、 陳長霖、季昭華等人。
- 壇字輩：
  - 郭肖波、羅傑智、孫慶餘、曾啟莊、鄒家驤、翁中良、葉啟立、盧長貴、王進忠、曾其祥、劉明宗、林仲曦、許秋德、張光宏、林松賢、官鋒忠、鄭少康、徐永鴻、王興國等人。
- 光字輩：
  - 是郭應哲、陳柏誠、曾風書、張廖益祥、趙禔、陳麒文。

另外，則是軍警系統，如第一批七海警衛組上校副組長蔣志太
軍情系統系：金立言、郭贛台、劉大新。

## 流行文化
日本漫畫拳兒中，傳授主角拳法的劉月俠，即以劉雲樵取材的虛構人物。

## 外部連結
- 武學大師劉公雲樵紀念專輯 （页面存档备份，存于）
- 馬明達〈八極名家劉雲樵〉